# Fokino (obwód briański)
Fokino – miasto w Rosji, w obwodzie briańskim. W 2010 roku liczyło 13 876 mieszkańców.